# Partido da Nova Democracia
Die Partido da Nova Democracia (PND), [pɐɾ'tidu dɐ 'nɔvɐ dɨmukɾɐ'siɐ], zu Deutsch „Partei der neuen Demokratie“, war eine portugiesische Kleinpartei, die als konservativ-liberale Abspaltung des Centro Democrático e Social – Partido Popular (CDS-PP) entstand. Ihr Vorsitzender war Manuel Monteiro, der von 1992 bis 1997 das CDS-PP geleitet hatte. Die Partei gründete sich 2003, der erste Parteitag fand im Oktober 2003 in Vila Nova de Famalicão statt. Dort beschlossen die Delegierten das Parteimanifest mit dem Titel Uma Ideia de Portugal („Eine Vorstellung von Portugal“). Die PND gab auch eine Parteizeitung mit dem Titel DemocraciaLiberal („Liberale Demokratie“) heraus.
Die Partei definierte sich durch ihre Europaskepsis, plädierte jedoch weiterhin für einen Verbleib Portugals in der Europäischen Union. Sie war Mitglied der europäischen Partei Europeans United for Democracy. 
Des Weiteren forderte die PND eine liberale Wirtschaftspolitik, eine Reform des portugiesischen Rechtssystems und eine neue Verfassung mit einer bedeutenden Stärkung des Präsidenten. 
Die Partei trat erstmals bei der Europawahl 2004 an, konnte jedoch kein Mandat erringen. Auch in den folgenden Jahren erlangte sie bei Parlaments- und Europawahlen keine Abgeordnetenmandate.  
Ihren bisher größten Erfolg errang die PND bei der vorgezogenen Wahl zum Regionalparlament der portugiesischen Atlantikinsel Madeira im Mai 2007: Sie gewann mit 2928 Stimmen (2,08 Prozent) ein Mandat. 2011 konnte man das Ergebnis auf 4825 Stimmen (3,27 %) erhöhen und das Mandat verteidigen.
Die Registrierung der Partei wurde am 23. September 2015 vom Verfassungsgericht annulliert, nachdem die Partei ihren vorgeschriebenen Jahresbericht in den Jahren 2011, 2012 und 2013 nicht eingereicht hatte.

## Wahlergebnisse
- Europawahl 2004: 0,99 Prozent (0 Mandate, 33.833 Stimmen)[2]
- Parlamentswahl 2005: 0,70 Prozent (0 Mandate, 40358 	 Stimmen)[3]
- Europawahl 2009: keine Teilnahme[4]
- Parlamentswahl 2009: 0,39 Prozent (0 Mandate, 40358 Stimmen)[5]
- Parlamentswahl 2011: 0,21 Prozent (0 Mandate, 11806 Stimmen)[6]
- Europawahl 2014: 0,70 Prozent (0 Mandate, 23.046 Stimmen)[7]